# Matsudaira Tadanao

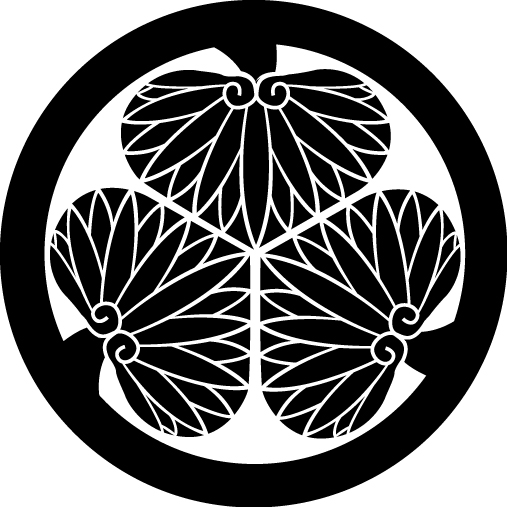
Emblème (mon) du clan Matsudaira.

Matsudaira Tadanao est un nom japonais traditionnel ; le nom de famille (ou le nom d'école), Matsudaira, précède donc le prénom (ou le nom d'artiste).
Matsudaira Tadanao (松平 忠直, 16 juillet 1595-5 octobre 1650) est un daimyo du début de l'époque d'Edo, à la tête du domaine de Fukui.

## Biographie
Fils ainé de Yūki Hideyasu par sa concubine, Dame Nakagawa, Matsudaira Tadanao porte le nom Matsudaira Senchiyo à sa naissance.
Lorsque Hideyasu meurt en 1607, Tadanao devient chef de clan et prend la tête du domaine de son père.
Quatre ans plus tard, il épouse sa cousine Katsuhime, fille du 2e shogun Hidetada. Il emmène les troupes d'Echizen au combat lors de la campagne d'hiver d'Osaka mais connaît un taux élevé de pertes, ce pour quoi il est réprimandé par son grand-père, le shogun à la retraite Ieyasu. Il prend part à la campagne d'été de l'année suivante, prend la tête de Sanada Yukimura et mène ses forces à la pointe de l'avancée Tokugawa au château d'Osaka. Cependant, il ne reçoit aucune récompense de ses efforts et son rang de cour reste au niveau relativement faible de jusanmi-sangi (従三位参議 ; 3e rang junior, conseiller), bien que son père a été chūnagon (中納言 ; conseiller de rang moyen). Tadanao en est si en colère qu'en 1621, il feint la maladie et ne fait pas son voyage obligatoire pour Edo. En 1622, il prépare même la mort de sa femme (qui est sauvée au dernier moment par une de ses servantes prenant sa place). Il va jusqu'à mener ses propres soldats saccager les maisons de vassaux[Lesquels ?].
En 1622, il est banni à Ogiwara dans la province de Bungo. Tadanao se fait alors moine bouddhiste sous le nom d'« Ippaku » (一伯). Il meurt en 1650 à l'âge de 55 ans.
Mitsunaga, le fils de Matsudaira Tadanao, est transféré au domaine de Takada dans la province d'Echigoet Tadamasa, le frère de Matsudaira Tadanao, est transféré au domaine de Fukui. Le clan continue de tenir le fief jusqu'à la fin de l'époque d'Edo.

## Source de la traduction
- (en) Cet article est partiellement ou en totalité issu de l’article de Wikipédia en anglais intitulé « Matsudaira Tadanao » (voir la liste des auteurs).